# Buhuși
Buhuși est une ville roumaine du județ de Bacău située dans la région de Moldavie.